# ويليام نوريس الثالث
ويليام نوريس الثالث هو قاضي وسياسي أمريكي، ولد في 17 أكتوبر 1936 في ويست مونرو في الولايات المتحدة، وتوفي في 13 يوليو 2016. نشط حزبياً في الحزب الديمقراطي.